# Božice
Božice település Csehországban, a Znojmói járásban. Božice Čejkovice, Křídlůvky, Velký Karlov, Hrádek, Pravice, Borotice, Břežany, Šanov, Krhovice és Valtrovice településekkel határos. Lakosainak száma 1591 fő (2024. január 1.).

## Népesség
A település lakosságának változását az alábbi diagram mutatja:
| Lakosok száma | 1899 | 2129 | 2501 | 1366 | 1362 | 1350 | 1544 | 1546 | 1575 | 1591 |
|               | 1869 | 1890 | 1921 | 1950 | 1980 | 2001 | 2017 | 2019 | 2022 | 2024 |